# Anjou

Localização da província de Anjou em 1789 na França

As armas do duque de Anjou, que se tornaram aquelas da província

As armas dos condes de Anjou

As armas da primeira Casa de Anjou atestadas desde Jofre V Plantageneta, mas provavelmente mais antigas

Anjou ou Anju é uma antiga província francesa correspondendo ao atual departamento de Maine-et-Loire. Ele permaneceu praticamente intacto: pouco modificado ao sul e ao oeste, ele foi amputado do craonnais e do pays de Céan (La Flèche) ao norte, e do cantão de Bourgueil a leste.
Sua capital é Angers, que deve seu nome ao povo celta da Gália Andécaves. É também o nome de uma importante região vitivinícola francesa.
Anjou era dividido em Anjou Superior, ao norte do rio Loire, compreendendo:
- o Baugeois, a leste da Sarthe
  - o pays de Baugé,
  - o pays de Céans
- o Segréen, a oeste da Sarthe
  - a Bouère (Château-Gontier),
  - o Craonnais...

e em Anjou Inferior, ao sul do Loire, e formado por
- Saumurois a leste do Layon
  - Bourg[desambiguação necessária] (cantão de Montreuil-Bellay)
  - Vaux (cantão de Gennes) etc.
- Mauges de Anjou

## História
O Anjou foi na Idade Média um condado e depois um ducado.
O conde de Anjou subordinou os condes vizinhos e seus condados: Nantes, Vendôme, Maine, Mayenne e foi relacionado entre os grandes principados franceses.
Um de seus condes, Godofredo V Plantageneta, casou com Matilde, a filha do rei da Inglaterra e duque da Normandia Henrique I. O filho deles Henrique II reuniu sob sua autoridade a Inglaterra, a Normandia, Anjou e suas dependências, assim como a Aquitânia por seu casamento com Eleonor da Aquitânia, esposa repudiada do rei da França Luís VII. Isto deu origem à rivalidade secular entre os reinos da Inglaterra e da França, a Guerra dos Cem Anos.
Henrique II acrescentou a suas possessões a Bretanha, que ele controlou militarmente e a quem ele deu como duque seu filho, ainda criança, Jofre II.